# De sluimerende dood
De sluimerende dood is een stripalbum uit 1981 en het negende deel uit de stripreeks Storm, getekend en geschreven door Don Lawrence. Dit was het enige album uit de reeks waar Don Lawrence zelf het scenario voor schreef.

## Verhaallijn
Roodhaar wordt gevangengenomen en Storm en Roodhaar belanden in een machtsstrijd tussen de twee zoons van een stammenleider. Na een van de twee zoons te hebben bevrijd uit de handen van een rivaliserende stam weet Storm de andere zoon te overmeesteren en Roodhaar te bevrijden.